# Portapique
Portapique je vesnice v okrese Colchester v kanadské provincii Nové Skotsko. V zimě zde žije asi stovka obyvatel, v létě jejich počet stoupá na 250, stálí obyvatelé jsou většinou farmáři a dřevaři. Ves leží v ústí stejnojmenné řeky, která vtéká do zátoky Minas. Až do vyhnání v roce 1755 místo obývali frankofonní Akaďané, kteří je nazývali Vil Portaupique. Na přelomu šedesátých a sedmdesátých let 18. století bylo znovuosídleno iroskotskými rodinami z nedaleké Great Village, které doplnila v roce 1820 vlna severoirských osadníků. Ve čtyřicátých letech 19. století se rozvinul lov sleďů a na rybí trhy v Bostonu byly z Portapique dodávány tisíce beček nakládaných herinků. I když komerční rybolov přestal být ve dvacátých letech 20. století výnosný, sezónní rybaření je stále populární.
Portapique se v dubnu 2020 stalo jedním z míst, kde zabíjel běsnící střelec v nejrozsáhlejší masové střelbě v dějinách Kanady.